# Khiuaz Dospanova
Khiuaz Kairovna Dospanova (em russo:  Хиуаз Каировна Доспанова, transl. Xïwaz Kaïrovna Dospanova, em cazaque:  Хиуаз Қайырқызы Доспанова, 15 de maio de 1922 - 20 de maio de 2008) foi uma piloto e navegadora cazaque da aviação soviética que serviu na Segunda Guerra Mundial no 588º Regimento de Bombardeiros Noturnos, as "Bruxas da Noite". Além de ser a primeira mulher cazaque oficial da Força Aérea Soviética, ela foi a única mulher cazaque a servir nas "Bruxas da Noite". Apesar de sofrer múltiplas fraturas nas pernas em uma colisão com o solo em 1943, ela voltou ao serviço ativo e continuou a participar de surtidas contra as recomendações do médico.
Embora ela não tenha recebido o título de Heroína da União Soviética, ao contrário de muitos camaradas russas e ucranianas, ela foi agraciada com o título de Heroína do Cazaquistão em 2004 pelo seu serviço pós-independência, pelo Presidente do Cazaquistão, Nursultan Nazarbayev.

## Vida pregressa
Nascida em Atyrau, no atual Cazaquistão, desde a infância sonhava em ser piloto. Depois de concluir o ensino médio, ela se certificou como piloto reserva. Quando a Alemanha invadiu a União Soviética, ela se inscreveu na Academia Zhukovsky da Força Aérea em Moscou, mas seu pedido foi negado porque a academia era apenas para homens; ela entrou em um instituto médico em 1941.

## Carreira militar

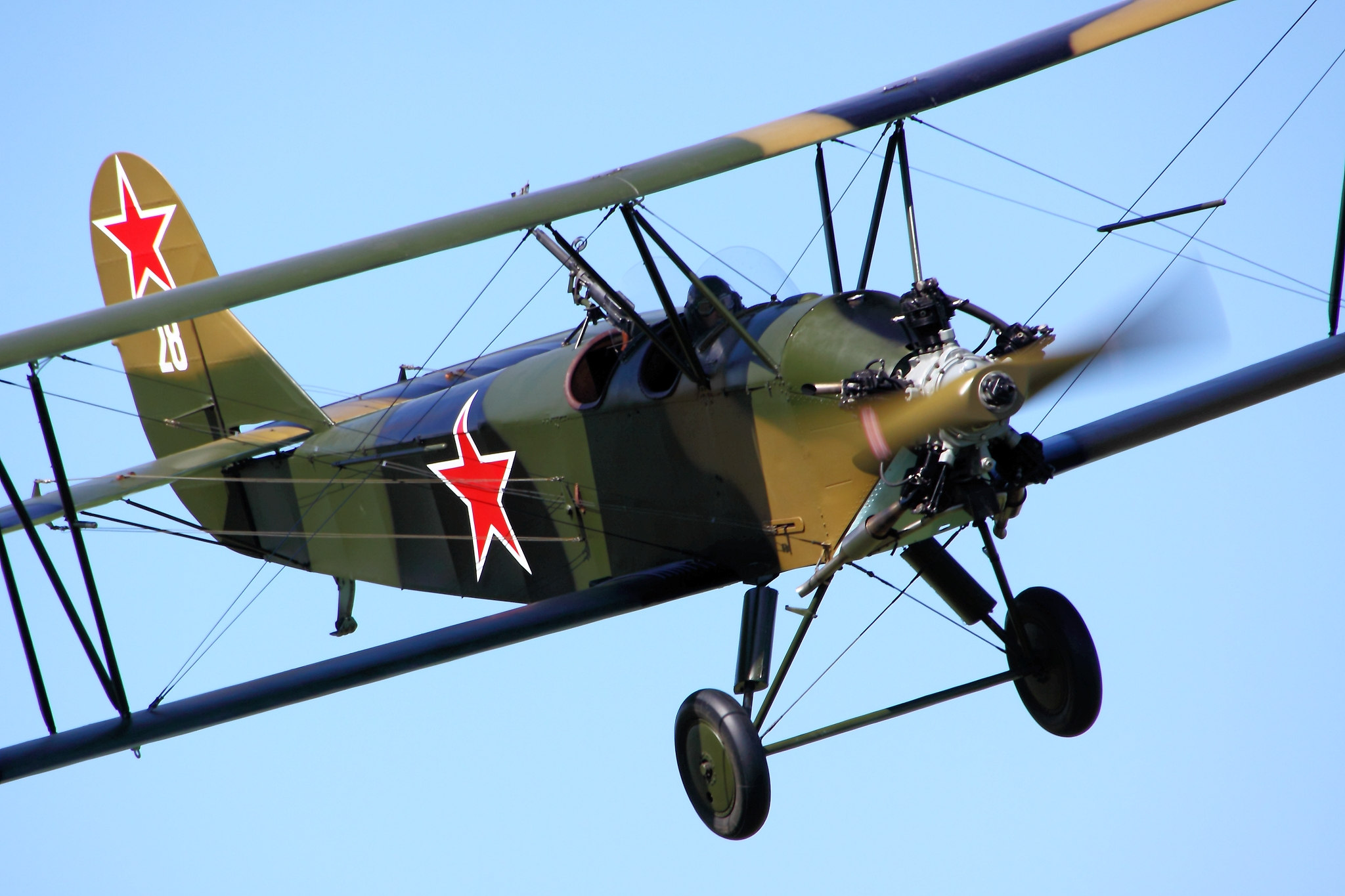
Um Polikarpov Po-2 semelhante ao utilizado por Dospanova em suas missões aéreas.

Quando ela ouviu falar dos recém-formados regimentos de aviação femininos comandados por Marina Raskova, ela se inscreveu na escola de aviação em Saratov. Em 1942 ela foi colocada no 588º Regimento de Bombardeiros Noturnos "Bruxas da Noite" sob o comando da experiente piloto Yevdokia Bershanskaya; a unidade foi posteriormente premiada com a designação de Guardas e renomeada como 46º Regimento de Aviação de Bombardeiros Noturnos de Guardas.
Ao pousar após uma missão, na noite de 1º de abril de 1943, o Polikarpov Po-2 no qual Dospanova e a piloto Yuliya Pashkova estavam voando foi atingido pelo avião de Polina Makagon e Lydia Svistunova. As duas pilotos do outro avião morreram no acidente e Pashkova morreu durante a cirurgia; Dospanova foi considerada morta depois de não se mexer por um tempo e foi colocada numa mesa ao lado da sua colega. No necrotério, as enfermeiras acabaram percebendo que ela ainda estava viva porque ela não mostrava sinais de pallor mortis muito tempo depois de presumirem que ela estava morta. Ela então passou por uma série de cirurgias durante vários dias. Suas pernas desenvolveram gangrena, mas o médico cirurgião-chefe se recusou a amputar suas pernas, dizendo:

"Não, eu não posso privar essa garota de suas pernas! Eles serão tão úteis para ela se ela conseguir sobreviver!"
Dospanova teve que usar gesso nas duas pernas por semanas e andou com uma bengala por um bom tempo depois que os gessos foram removidos. A piloto sobreviveu apenas porque, apesar das instruções, ela não colocou o cinto de segurança e a colisão a jogou para fora da cabine. O acidente foi descrito no livro “Bruxas da Noite”, escrito por outra piloto do regimento de aviação, Raisa Aronova. “Acordei no hospital com pernas e mãos fraturadas. A primeira pergunta que fiz foi ‘onde está Julia?’ Disseram-me que ela está aqui, não muito longe de mim e não preciso me preocupar. Mais tarde, descobri que era apenas uma mentira reconfortante”, lembrou Dospanova no livro.
Seis meses depois ela voltou para sua unidade, mas logo foi promovida a chefe de comunicações do regimento, pois continuava com dificuldade para usar as pernas, fazendo com que precisasse de ajuda para entrar e sair da aeronave. No entanto, ela ainda vôou como navegadora em missões de combate e registrou 300 vôos até o final da guerra, participando de batalhas em toda a Europa Oriental, incluindo no Cáucaso, Kuban, Taman, Crimeia, Polônia e Alemanha.

## Pós-guerra
Inicialmente, Dospanova considerou retornar à faculdade de medicina, mas depois de conhecer a primeira secretária do comitê regional do partido no Cazaquistão Ocidental, Minaidar Salin, ela decidiu trabalhar para o partido comunista. Ela ocupou vários cargos no governo, incluindo secretária do Presidium do Soviete Supremo da RSS do Cazaquistão. Em 1959, devido a problemas de saúde, Dospanova se aposentou cedo e se mudou para Almati, onde morreu em 20 de maio de 2008.

## Reconhecimento e memória
Ela foi agraciada com várias medalhas, incluindo a Ordem da Estrela Vermelha, a Ordem da Guerra Patriótica de 1ª e 2ª classe, e o título de Heroína do Cazaquistão. Há uma pista de gelo com o nome dela, bem como uma escola e um Embraer 190 da Air Astana. Em 2015 foi decidido que o Aeroporto Internacional de Atyrau mudaria de nome em sua honra. A vida de Dospanova é representada no documentário “Para chegar a tempo de dizer adeus”. Ela também escreveu um livro de memórias da guerra, que foi publicado na década de 1960 em russo e cazaque, mas nunca foi reimpresso.

## Condecorações
- Heroína do Cazaquistão (7 de dezembro de 2004)
- Ordem da Pátria (7 de dezembro de 2004)
- Ordem da Guerra Patriótica 1ª classe (11 de março de 1985)
- Ordem da Guerra Patriótica 2ª classe (22 de fevereiro de 1944)
- Ordem da Estrela Vermelha (26 de dezembro de 1942)
- Ordem da Bandeira Vermelha do Trabalho (28 de outubro de 1948)
- Medalha "Veterano do Trabalho" (1974)
- Medalhas de campanha e jubileu